# Club Bàsquet Sant Josep Girona
El Club Bàsquet Sant Josep Girona fou un equip de bàsquet de la ciutat de Girona (Catalunya), fundat l'any 1962, i que el 2013, any en què va desaparèixer, jugava a la lliga EBA.
Des del 1989 fins a l'any 2008 va competir sota el nom de Club Bàsquet Girona a la màxima divisió de bàsquet d'Espanya, la lliga ACB. Va disputar els seus partits com a local al Pavelló Girona-Fontajau inaugurat el 1993, amb capacitat per a 5.023 espectadors.
L'any 2013 va desaparèixer definitivament per falta de pressupost.

## Història

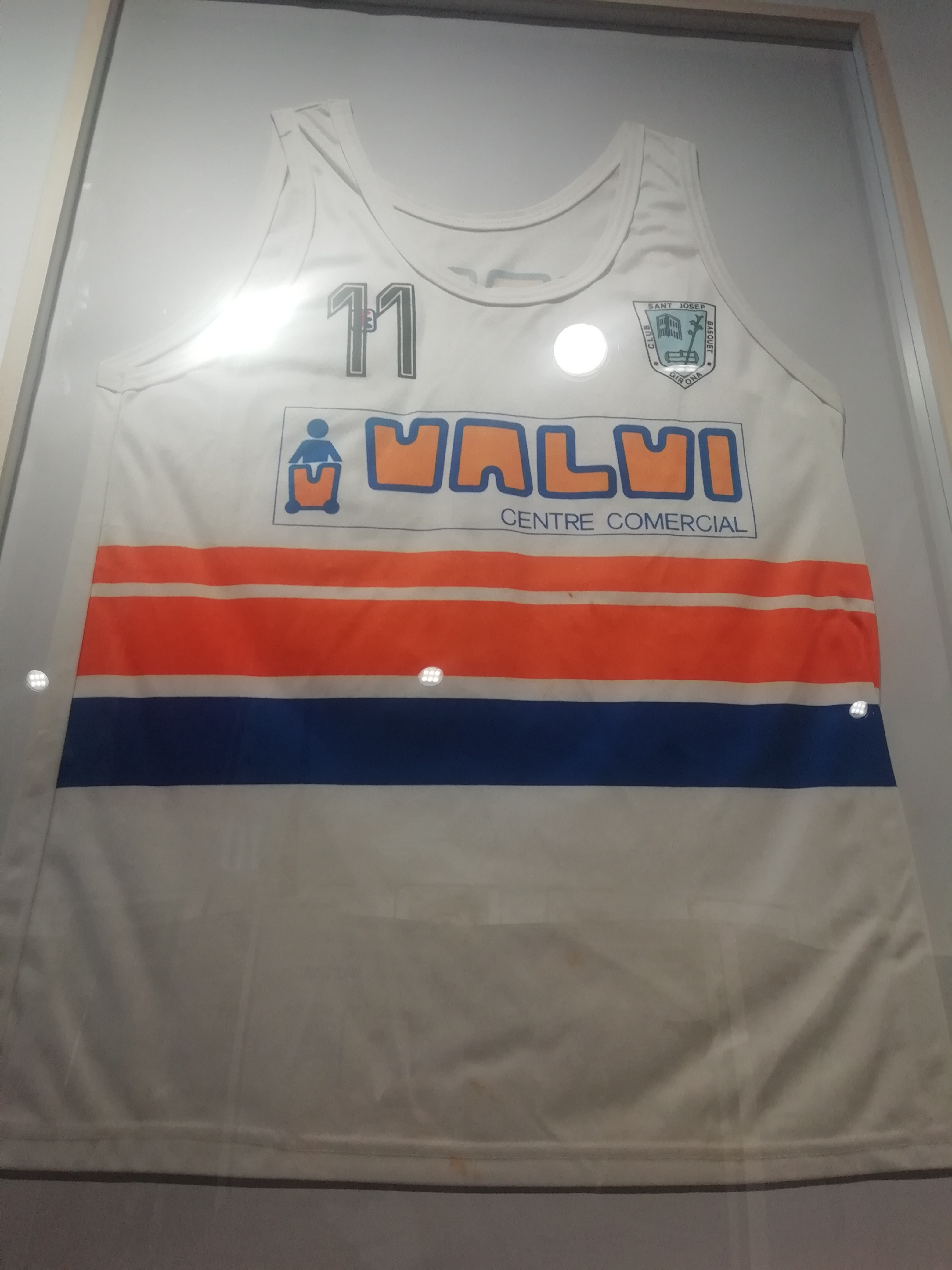
Samarreta de l'equip Valvi Girona.

El CB Sant Josep neix l'any 1962. Va competir a la màxima categoria del bàsquet espanyol, la lliga ACB, de 1987 fins al 2008, sota el nom de Club Bàsquet Girona.

### Etapa a l'ACB(1987-2008)
L'èxit més gran del club va arribar el 1987, quan disptutà per primera vegada la lliga ACB gràcies a l'ampliació de la competició de 16 a 24 equips. El 1988 es va mantenir a la lliga ACB, ja que, tot i baixar de categoria, va comprar els drets del Granollers EB. El 1989, el club es transforma en Societat Anònima Esportiva amb el nom de Club Bàsquet Girona. El Club Bàsquet Sant Josep segueix existint, però només per a les categories de bàsquet base.
De la temporada 1987/88 fins a la 1997/98 l'espònsor va ser Valvi Supermercats, del que va adoptar el nom el primer equip passant a denominar-se Valvi Girona. La temporada 1998/99 va ser de transició i l'equip es va dir Girona Gavis, per passar la temporada 1999/00 a dir-se Casademont Girona (essent el patrocinador principal Casademont).
L'estiu de 2005 va rubricar un contracte de patrocini amb l'empresa immobiliària catalana Akasvayu (adoptant el nom d'Akasvayu Girona), que en un principi va cedir una forta quantia econòmica per potenciar la plantilla. Així van arribar a l'equip jugadors de la talla de Germán Gabriel, Raül López, Fran Vázquez o Dainius Salenga, convertint-se a priori en un dels conjunts favorits per lluitar per la Lliga ACB de la temporada 2005/2006. No obstant això el 7è lloc en la classificació final va provocar la sortida dels jugadors que millor van jugar en aquesta temporada, com Terrel Myers o Raül López donant pas a un nou projecte, amb el tècnic serbi Svetislav Pešić a la banqueta.
Durant la temporada 2006-2007 va participar per primera vegada en competició europea a la FIBA Eurocup, de la qual es va proclamar vencedor després de guanyar a la final a l'Azovmaix de Mariúpol ucraïnès per 79-72. A la Lliga ACB va quedar en 5a posició a la competició regular. Posteriorment va ser eliminat a quarts de final del play-off pel FC Barcelona.

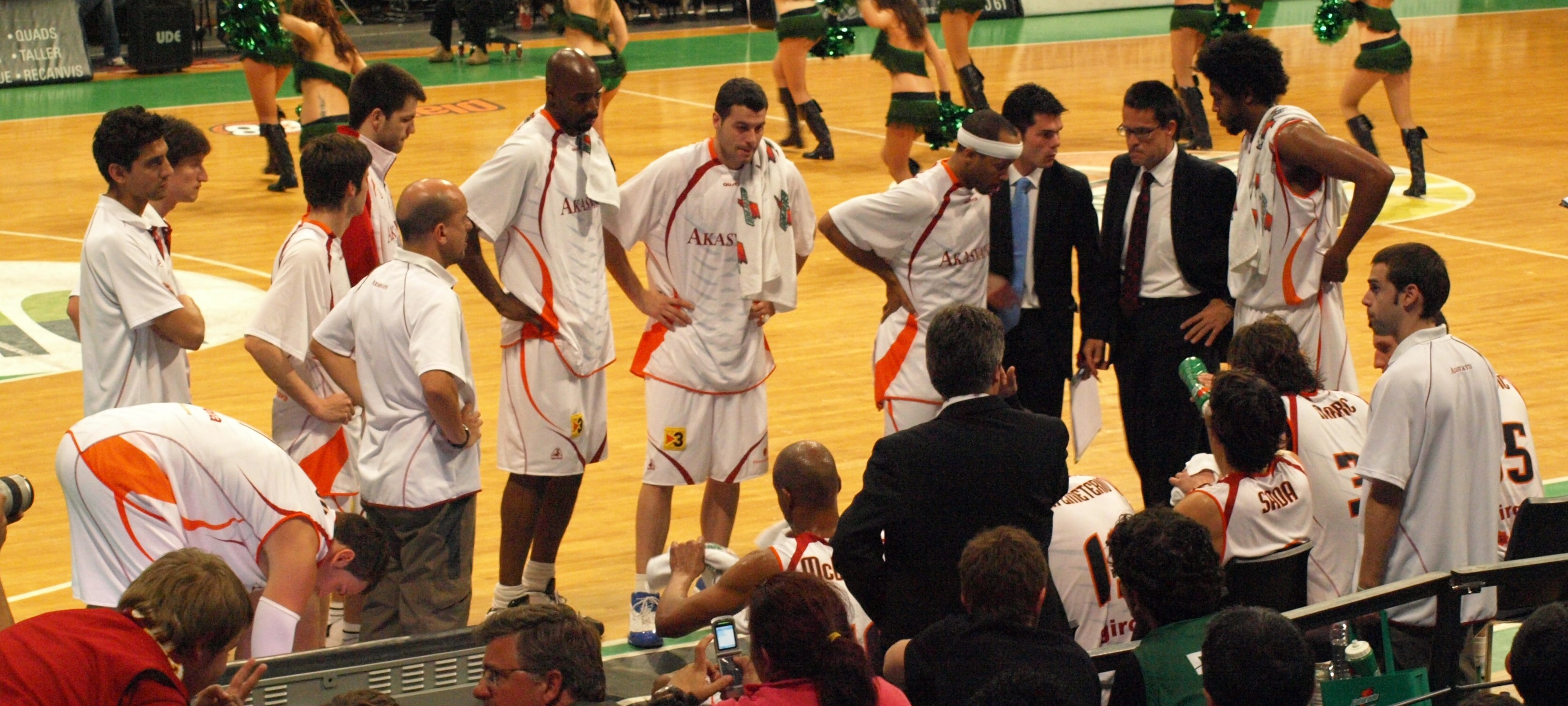
Plantilla i cos tècnic del Club Bàsquet Girona durant un temps mort del 3r partit dels quarts de final dels playoffs de la lliga ACB 07/08 que es va disputar al Pavelló Olímpic de Badalona.

El 23 de maig de 2008, després de conèixer els problemes econòmics de l'entitat (perillant la participació en l'ACB per a la propera temporada) es va crear la Plataforma Girona a l'ACB, formada per integrants de les dues penyes del CB Girona (Penya Polska i Engaviats) i també aficionats. El seu objectiu era, bàsicament, donar suport el club: es van convocar diverses activitats com ara una seguda davant l'ajuntament o un partit davant d'aquest, tot i que la més important va ser la manifestació del dia 8 de juny, que va reunir més de 1100 persones. També es va crear un web (Girona a l'ACB Arxivat 2008-07-23 a Wayback Machine.) on es recollia tot el relacionat amb la campanya i on es van recollir un total de 10.689 firmes.

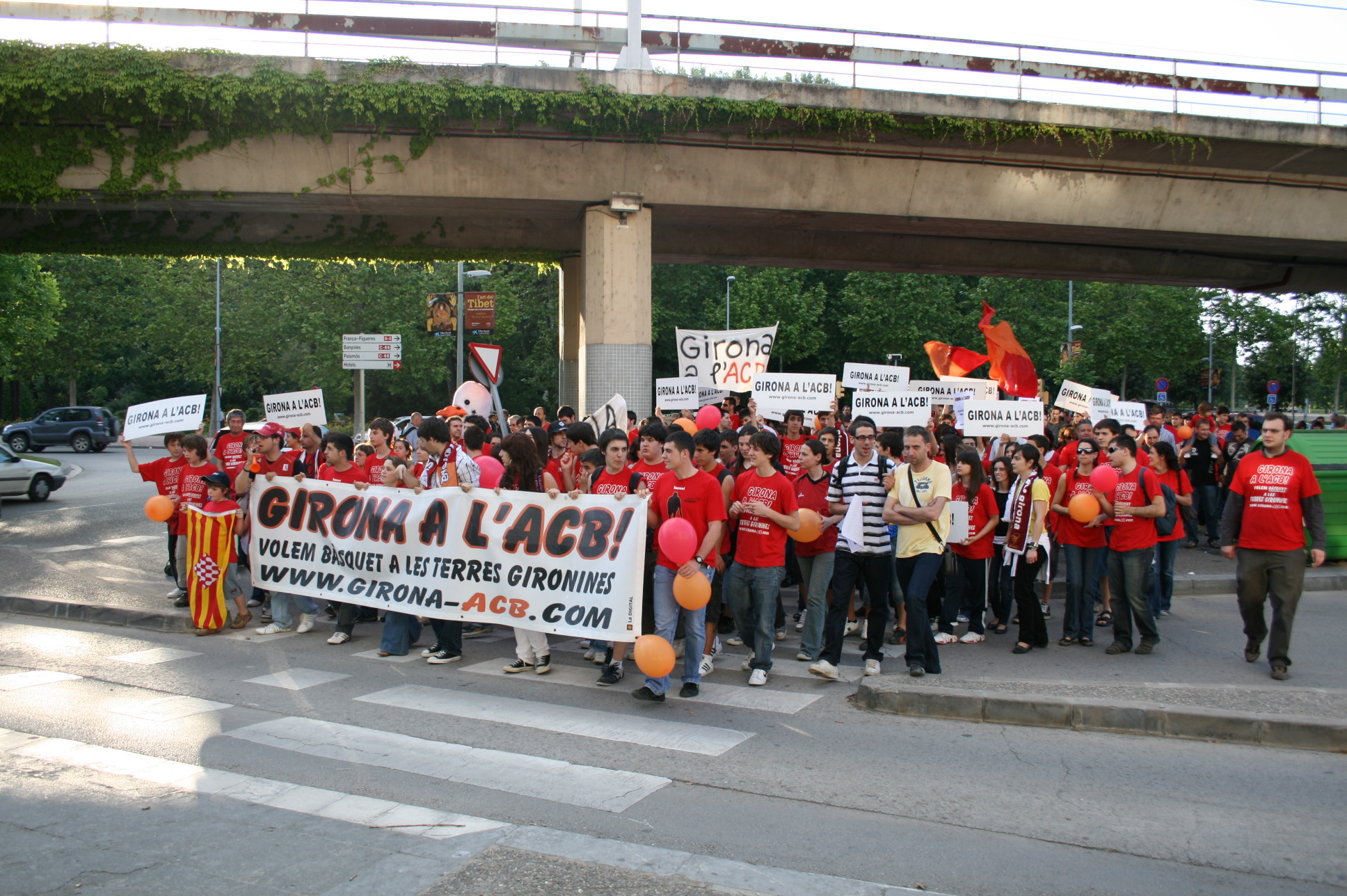
Manifestació Girona a l'ACB

El 25 de juliol de 2008, el club anuncia que no pot fer front al deute de més de 6,5 milions d'euros acumulat per les gestions anteriors i que per tant renunciava a continuar participant en la lliga ACB després de 20 anys de permanència ininterrompuda a la mateixa
Després de no poder complir els requisits exigits per l'ACB per a ser inscrit de forma oficial al no poder presentar un pla de viabilitat, els gestors de l'entitat van anunciar la imminent dissolució de la Societat Anònima Esportiva per centrar-se exclusivament en l'activitat del bàsquet base. Després d'aquesta decisió, l'ACB va anunciar que en principi la plaça del Girona no havia de ser coberta per cap substitut, per tant la lliga ACB 2008/09 va ser disputada per només 17 equips.
Durant aquests 15 anys d'història a l'ACB el club ha guanyat dues vegades la Lliga Catalana: la primera l'any 1996 davant el Bàsquet Manresa i la segona el 2006 davant el FC Barcelona. Ha participat 5 vegades a la Copa de Rei i en dues d'aquestes, la 1989/90 i la 1991/92 va jugar la fase final.
Pel que fa a competicions europees, ha participat tres vegades a la Copa Korac (1989/90, 1999/00 i 2000/01) arribant a jugar la semifinal la temporada 1999/00 en la que va perdre contra el que seria el campió, el Llemotges francès. Durant la temporada 2006/2007 l'equip va participar per primera vegada en la nova FIBA EuroCup i la va guanyar, essent així el primer títol europeu del club. I a la 2007/2008 l'equip va participar en la Copa ULEB quedant subcampió, ja que el títol se l'emportà el DKV Joventut de Badalona, a una final disputada a Torí.

### Retorn al CB Sant Josep (2008-2013)
Després de la dissolució de la Societat Anònima Esportiva, es manté el Club Bàsquet Sant Josep, que anuncia que de moment només se centraria en el bàsquet base. Això no obstant, un grup d'empresaris de la ciutat decideixen donar un impuls al club per tal que la ciutat no perdés el bàsquet d'elit. D'aquesta manera, entre finals de juliol i principis d'agost de 2008, el reformat equip s'inscriu a la LEB Bronze, malgrat que el termini per a la inscripció ja s'havia acabat. L'equip va ser acceptat per la FEB, juntament amb el CB Huelva i l'Alerta Cantabria, passant a competir 16 equips (oficialment se n'havien anunciat 13). Això va propiciar una amenaça de 10 dels 13 equips originals que entenien es veien vulnerats els seus drets. Finalment els equips van acceptar l'ampliació de manera que el CB Sant Josep va poder preparar la confecció d'un equip per iniciar la lliga.
Durant la seva primera temporada a la LEB Bronze, el CB Sant Josep va aconseguir mantenir sense problemes la categoria quedant-se a un pas d'entrar als playoffs que li haguessin donat l'opció de disputar l'ascens a la lliga LEB Plata 2009/10.
El juliol de 2009 l'equip gironí aconseguia una plaça a la lliga LEB Oro després d'aconseguir comprar la plaça del Club Bàsquet Vic, que la va haver de vendre degut als seus problemes econòmics.
El debut a la LEB Oro va ser espectacular, l'equip va ser la revelació de la lliga, classificant-se per jugar el play-off, on van ser eliminats pel Club Melilla Baloncesto en el cinquè partit de la primera ronda.
Aquesta eliminatòria va firmar un record gironí amb 19 triples en el quart partit.
Després de tres temporades a la Lliga LEB Or, els problemes econòmics van obligar l'equip a fer un pas enrere, i a la temporada 2012-2013 el Sant Josep Girona va competir a la lliga EBA. A l'abril de 2013, el Diari de Girona publica que l'equip deixarà de competir al final d'aquesta temporada i que es dissoldrà el club.

## Palmarès
- Dues Lligues Catalanes: 1996-97, 2006-07
- Una FIBA EuroCup: 2006-07
- Un subcampionat de la Copa ULEB: 2007-08

## Trajectòria
- Temporada 1988/89 va acabar la lliga ACB en el lloc 23è.
- Temporada 1989/90 va acabar la lliga ACB en el lloc 18è. Participa en la Copa Korac i Copa del Rei.
- Temporada 1990/91 va acabar la lliga ACB en el lloc 13è. Ronda 8ns de Play-Off.
- Temporada 1991/92 va acabar la lliga ACB en el lloc 11è. Ronda 8ns de Play-Off. Participa en la Copa del Rei.
- Temporada 1992/93 va acabar la lliga ACB en el lloc 16è. Ronda 8ns de Play-Off.
- Temporada 1993/94 va acabar la lliga ACB en el lloc 17è.
- Temporada 1994/95 va acabar la lliga ACB en el lloc 17è.
- Temporada 1995/96 va acabar la lliga ACB en el lloc 11è.
- Temporada 1996/97 va acabar la lliga ACB en el lloc 14è. Campió de la Lliga Catalana.
- Temporada 1997/98 va acabar la lliga ACB en el lloc 12è.
- Temporada 1998/99 va acabar la lliga ACB en el lloc 8è. Primera ronda de Play-Off.
- Temporada 1999/00 va acabar la lliga ACB en el lloc 10è. Participa en la Copa Korac.
- Temporada 2000/01 va acabar la lliga ACB en el lloc 9è. Participa en la Copa Korac.
- Temporada 2001/02 va acabar la lliga ACB en el lloc 11è.
- Temporada 2002/03 va acabar la lliga ACB en el lloc 15è.
- Temporada 2003/04 va acabar la lliga ACB en el lloc 13è.
- Temporada 2004/05 va acabar la lliga ACB en el lloc 16è.
- Temporada 2005/06 va acabar la lliga ACB en el lloc 7è. Primera ronda de Play-Off. Participa en la Copa del Rei.
- Temporada 2006/07 va acabar la lliga ACB en el lloc 5è. Campió de la Lliga Catalana. Campió de la FIBA EuroCup. Participa en la Copa del Rei.
- Temporada 2007/08 va acabar la lliga ACB en el lloc 7è. Finalista de la Copa ULEB. Participa en la Copa del Rei.
- Temporada 2008/09 participa en la LEB Bronze acabant en 12è lloc.
- Temporada 2009/10 participa en la LEB Or acabant en 9è lloc. Primera ronda de Play-Off.
- Temporada 2010/11 participa en la LEB Or acabant en 4t lloc. Semifinals de Play-Off.
- Temporada 2011/12 participa en la LEB Or.
- Temporada 2012/13 participa en la Lliga EBA.

## Jugadors destacats
- Joaquim Costa Puig
- Jordi Pardo
- Pep Cargol
- Xavier Sánchez Bernat
- Carles Ruf
- Dusko Ivanovic
- Francesc Solana
- Darryl Middleton
- Terrell Myers
- Xavi Fernàndez
- Rafael Jofresa
- Andy Panko
- Jordi Trias
- Marc Gasol
- Claudi Martínez
- Fernando San Emeterio
- Dainius Šalenga
- Gregor Fučka
- Marko Marinović
- Marko Kešelj
- Xavier Vallmajó

## Penyes
- Penya Polska.
- Engaviats.
- Dalinians.